# Liang Wern Fook
Liang Wern Fook (1964) es un escritor, músico, cantante y profesor singapurense.

## Biografía
Hijo de una acupunturista y un periodista. Liang creció en un hogar amante de la música, junto con sus dos hermanos menores. 
Estudió en la Universidad Nacional de Singapur.
Especializado en literatura y pedagogía china. Fue una de las figuras pioneras del movimiento xinyao en las décadas de 1980 y 1990.
Liang da conferencias en la Universidad Nacional de Singapur y el Instituto Nacional de Educación. También enseña una vez por semana como profesor asociado adjunto en el departamento de estudios chinos de la Universidad Tecnológica de Nanyang (NTU).
En 2010, Liang recibió el Medallón Cultural de Singapur.
Contrajo matrimonio con Liu Xiu Mei.

## Filmografía
Participó de las siguientes series de televisión. 
- 1999, Alma perdida
- 2009, Juntos
- 2011, Devoción
- 2015, Crescendo

## Premios
- 2010, Medallón Cultural de Singapur.
- 2021, Premio a la Contribución Cultural China de Singapur (SCCCA).

"Para que un idioma se mantenga vivo, debe ser parte de nuestra vida diaria".
 Liang Wern Fook, octubre de 2016.